# Fusió musical
La fusió musical és un conjunt de dos o més estils musicals. Inclou gèneres com rapcore (rap i rock dur), hardcore punk (punk i heavy metal), country-pop (country i pop), jazz-funk (jazz i funk) i jazz rock (jazz i rock) – vegeu també jazz fusió. Molts d'aquests estils van néixer com una fusió d'estils musicals populars al segle xx, incloent pop, reggae i rock.
Grups qui pertanyen a qualsevol estil de fusió musical són freqüents a les escènes dels festivals de Catalunya. Exemples destacats són o van ser Obrint Pas (ska i rock), Txarango (reggae i pop), Doctor Prats i Strombers (reggae, cúmbia i country). També grups de la rumba catalana com Gertrudis i La Pegatina sovint toquen en un estil mesclat.
Molts grups (catalans) de fusió musical té una gran variació d'instruments musicals, incloent trompetes i diversos instruments de percussió. També són sovint gran ensembles o orquestres de set membres o més.